# Sawa Pieczerski
Sawa Pieczerski – święty mnich prawosławny. 
O jego życiu niewiele wiadomo. W XIII wieku był jednym z mnichów żyjących w Bliższych Pieczarach monasteru kijowsko-pieczerskiego. Surowa asceza, jaką uprawiał, miała sprawić, że otrzymał dar czynienia cudów. 
Należy do Soboru Świętych Ojców Kijowsko-Pieczerskich Spoczywających w Bliższych Pieczarach. 